# ギャレット・リーズマン
ギャレット・リーズマン（Garrett Erin Reisman、1968年2月10日 - ）は、ニュージャージー州モリスタウン出身のアメリカ合衆国の技術者、アメリカ航空宇宙局の宇宙飛行士である。
第15次長期滞在ではバックアップを務め、第17次長期滞在の乗組員になる前に第16次長期滞在でも短期間、国際宇宙ステーションに滞在した。2008年6月14日にSTS-124で地球に帰還した。2010年5月にもアトランティスに搭乗することになっている。

## 初期の人生
リーズマンは1986年にパーサイパニー高校を卒業し、1990にペンシルベニア大学で技術経営を学び卒業した。また、1992年と1997年にカリフォルニア工科大学で修士号、博士号を取得した。

## キャリア
リーズマンはSTS-123でミッションスペシャリストとして2008年3月11日に打ち上げられると、ISSとのドッキング後は第16次長期滞在と第17期長期滞在のフライトエンジニアとしてISSに滞在した。ミッションが終わると、2008年6月14日にSTS-124で地球へ帰還した。ISSの滞在中には2度のスペースシャトルを迎えたほか、特殊目的ロボットアームやきぼうの加圧室の設置を行った。
リーズマンはISSに滞在した初のユダヤ教徒である。2008年5月のイスラエル独立60周年記念日には、宇宙からイスラエルの国民にメッセージを送った。高画質の'A day in the life of a space station crew member'のビデオを鑑賞し、空だったきぼうで人は無重力空間で「泳ぐ」ことができないことを実証してみせた。
リーズマンは、2010年にISSを訪れるSTS-132の乗組員にも選ばれている。

## 現代文化
テレビ番組『コルベア・レポー』の自称メンバーとして、リーズマンは2008年5月8日にリスト・ストロング・ブレスレットを付けて宇宙からインタビューに答えた。2008年7月24日、リーズマンは地球への帰還後にゲストとして再び出演し、スティーヴン・コルベアに彼が宇宙で身に付けていたリスト・ストロング・ブレスレットを紹介した。
リーズマンはテレビドラマ『GALACTICA/ギャラクティカ』の最終回に海軍大佐役でカメオ出演した。Space.comは「誰かが海軍大佐を投げ飛ばし、そして彼は死んだ」と報じたが、2009年3月20日に放送された最終版では、そのシーンはカットされていた。一方、ロナルド・ムーアは最終回についてのポッドキャストで、ラプターが核ペイロードで武装するシーンの背景に映っている人々の中にリーズマンが映っていることを認めている。